# باتريك لينوكس تيرني
باتريك لينوكس تيرني (بالإنجليزية: Patrick Lennox Tierney)‏ هو مؤرخ الفن ومؤرخ أمريكي، ولد في 28 يناير 1914، وتوفي في 12 يونيو 2015.